# Swfdec
Swfdec は Adobe Flash フォーマットの動画のデコードやレンダリングを行う自由ソフトウェアのライブラリである。Linux と FreeBSD で動作する。
Swfdec を用いたスタンドアロンの Flash 再生ソフトや Firefox など Mozilla 系ブラウザの Flash プラグインが存在する。バージョン 0.4.3 で YouTube の動画を再生できるようになった。
C言語で実装されている。